# Scopula umbilicata
Scopula umbilicata là một loài bướm đêm trong họ Geometridae.